# HD 82886
HD 82886はこじし座にある恒星の1つである。8等級と暗いため肉眼で見つけるのは困難である。

## 惑星系
2011年、ケック天文台において視線速度法により、少なくとも1つの太陽系外惑星がHD 82886の周囲を公転していることが発見された。この惑星は少なくとも木星の約1.3倍の質量を持ち、恒星から約1.65 au離れたところを公転している。
| 名称 （恒星に近い順） | 質量          | 軌道長半径 （天文単位） | 公転周期 (日) | 軌道離心率 | 軌道傾斜角 | 半径 |
| --------------------- | ------------- | ----------------------- | ------------- | ---------- | ---------- | ---- |
| b (Arber)             | ≥1.3 ± 0.1 MJ | 1.65 ± 0.06             | 705 ± 34      | <0.27      | —          | —    |

## 名称
2019年、世界中の全ての国または地域に1つの系外惑星系を命名する機会を提供する「IAU100 Name ExoWorldsプロジェクト」において、HD 82886はアルバニア共和国に割り当てられる系外惑星系となった。このプロジェクトは、「国際天文学連合100周年事業」の一環として計画されたイベントの1つで、アルバニア共和国内での選考、国際天文学連合 (IAU) への提案を経て太陽系外惑星とその主星に固有名が承認されるものであった。2019年12月17日、IAUから最終結果が公表され、HD 82886はIllyrian、HD 82886 bはArberと命名された。いずれもアルバニアの歴史に関係した往古の土地と民族の名前にちなむもので、Illyrianはアルバニア人の祖先と考えられ、アルバニア人が誇りを持って自称している「イリュリア人」に、Arberは中世にアルバニアに住んでいた住民を指す言葉にそれぞれ由来して名付けられた。